# شلوم بيريس
شلوم بيريس (بالإنجليزية: Shallum Pires) هو لاعب كرة قدم هندي في مركز الدفاع، ولد في 24 أغسطس 1992 في Sanvordem ‏ في الهند. شارك مع منتخب الهند تحت 17 سنة لكرة القدم. أما مع النوادي، فقد لعب مع نادي ديمبو.

## وصلات خارجية
- شلوم بيريس على موقع قاعدة بيانات كرة القدم.إي يو (الإنجليزية)
- شلوم بيريس على موقع Soccerway.com (الإنجليزية)